# Propane Nightmares
Propane Nightmares è un singolo del gruppo musicale australiano Pendulum, pubblicato il 28 aprile 2008 come secondo estratto dal secondo album in studio In silico.

## Descrizione
Terza traccia di In silico, Propane Nightmares è caratterizzata da un campionamento del brano Million Miles from Home del gruppo musicale tedesco Dune. In base a ciò, gli autori originari sono stati accreditati nel brano.

## Video musicale
Il videoclip, reso disponibile per la visione il 27 marzo 2008 attraverso il canale YouTube del gruppo, ruota attorno a un culto religioso molto somigliante all'Heaven's Gate, in particolare al suicidio di massa dei membri per avvelenamento. Nel mezzo, si alternano scene del gruppo intento ad eseguire il brano con altre in cui due membri della setta rifiutano di suicidarsi e si danno alla fuga.

## Tracce
Testi e musiche di Rob Swire, Bernd Burhoff, Oliver Froning e Jens Oettrich.
CD promozionale (Regno Unito), CD singolo (Regno Unito)
1. Propane Nightmares (Radio Edit) – 4:19
2. Propane Nightmares (Original Version) – 5:14

CD promozionale (Stati Uniti)
1. Propane Nightmares (Radio Edit) – 4:20
2. Propane Nightmares (Album Version) – 5:14

12" (Regno Unito)
- Lato A

1. Propane Nightmares (Original Version) – 5:14

- Lato B

1. Propane Nightmares (V.I.P. Mix) – 5:22

Download digitale
1. Propane Nightmares – 5:13
2. Propane Nightmares (V.I.P. Mix) – 5:22
3. Propane Nightmares (VST Remix) – 4:47

Download digitale – remix
1. Propane Nightmares (Celldweller Remix) – 5:33

## Formazione
Gruppo
- Rob Swire – voce, basso, sintetizzatore
- Peredur ap Gwynedd – chitarra
- Paul Kodish – batteria

Altri musicisti
- Andy Greenwood, Craig Wild – tromba
- Andy Wood – trombone

## Classifiche
| Classifica (2008)         | Posizione massima |
| ------------------------- | ----------------- |
| Regno Unito               | 9                 |
| Stati Uniti (alternative) | 38                |